# Timothy Reuter
Timothy Alan Reuter (25 de janeiro de 1947 - 14 de outubro de 2002), neto do ex-prefeito de Berlim Ernst Reuter, foi um historiador alemão-britânico que se especializou no estudo da Alemanha medieval, particularmente nas instituições sociais, militares e eclesiásticas dos países otonianos e britânicos.
Reuter recebeu seu Doutorado em Filosofia de Oxford na história medieval, sob a supervisão de Karl Leyser (m. 1992), outro importante estudioso anglófono da história alemã. Após uma breve palestra na Universidade de Exeter, Reuter passou mais de uma década como Mitarbeiter (membro da equipe acadêmica) na Monumenta Germaniae Historica em Munique, onde trabalhou na edição das cartas do abade do século XII Wibald de Corvey e (com o Dr. Gabriel Silagi) produziu um importante banco de dados eletrônico que serviu de base para uma concordância com o trabalho do canonista medieval Graciano.
Em 1994, Reuter foi nomeado professor na Universidade de Southampton, onde permaneceu até sua morte em 2002. Em Southampton, ele liderou uma série de iniciativas educacionais e de pesquisa que promoveram a história e os estudos medievais.
Além de sua pesquisa cuidadosa e perspicaz, trabalho pioneiro em métodos de edição de texto assistidos por computador e contribuições profissionais para a academia histórica no Reino Unido e na Alemanha, Reuter serviu como uma importante ligação entre os mundos dos estudos medievais anglo-americanos e alemães. Entre suas importantes contribuições nessa área, havia numerosas resenhas de livros em publicações alemãs e britânicas, uma tradução altamente considerada da monografia de Gerd Tellenbach sobre a história da igreja na Alta Idade Média (The Church in Western Europe from the tenth to the early twelfth century, Cambridge, 1993) e a edição e publicação póstuma dos trabalhos de seu mentor Karl Leyser (Communications and Power in Medieval Europe, 2 vols., Hambledon & London, 1992). Sua própria monografia, Germany in the Early Middle Ages, 800-1056 (Harlow, Essex e Nova York, 1991) continua sendo a pesquisa padrão em inglês do assunto.
Na época de sua morte por câncer no cérebro, ele estava trabalhando em uma história do episcopado medieval. Seus documentos coletados são publicados postumamente como Medieval Polities and Modern Mentalities (Cambridge, 2006).
Challenging the Boundaries of Medieval History: The Legacy of Timothy Reuter, editado por Patricia Skinner, foi publicado em 2009 como volume 22 da Studies in the Early Middle Ages na Universidade de York (Brepols, Turnhout, Bélgica).